# Dusko Goykovich

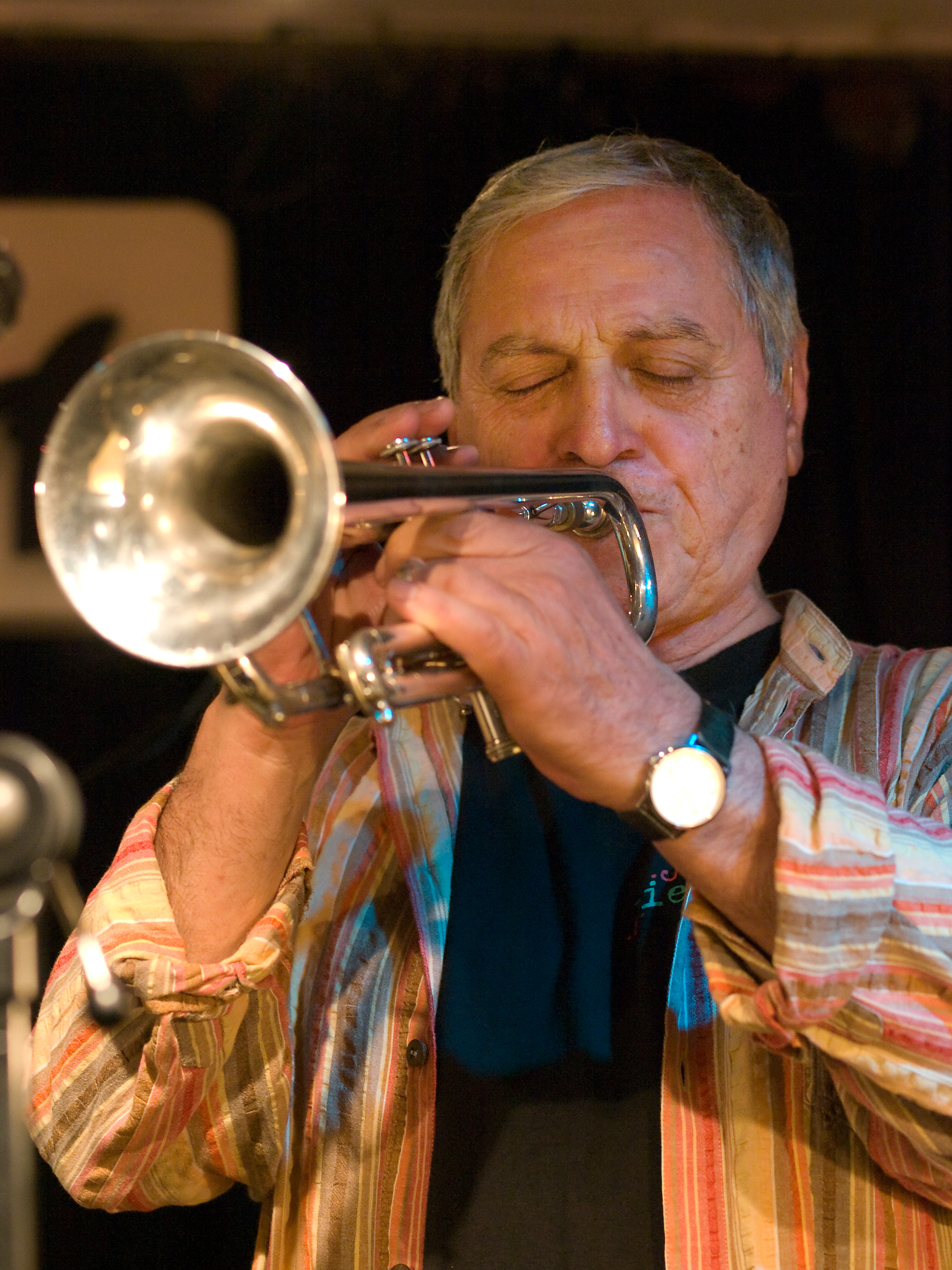
Dusko Goykovich im Jazzclub Unterfahrt (München 2009)

Dušan „Duško“ Gojković, Künstlername: Dusko Goykovich (* 14. Oktober 1931 in Jajce, Banschaft Vrbas, Königreich Jugoslawien; † 5. April 2023 in München) war ein jugoslawischer bzw. serbischer Jazztrompeter und -flügelhornist, Arrangeur und Bandleader. Er setzte „durch seine melodiebezogene, kantable und gestalterisch subtile Spielweise Maßstäbe sensibler und zugleich pointierter modernjazziger Gestaltung.“

## Leben und Wirken
Goykovich lernte die Trompete zunächst im folkloristischen Umfeld seiner Heimat kennen und studierte Anfang der neunzehnhundertfünfziger Jahre Musik und Philosophie an der Musikhochschule in Belgrad. Von 1951 bis 1955 gehörte er dem dortigen Rundfunk-Tanzorchester an. Nach kurzer Zeit bei den Frankfurt All Stars ging er 1956 zu Max Greger und 1957 zu Kurt Edelhagen. Nach einem ersten Aufenthalt in den USA am Newport Jazz Festival 1958 mit der International Youth Band von Marshall Brown arbeitete er 1959 bei Albert Mangelsdorff bzw. dem Jazzensemble des Hessischen Rundfunks und spielte ab 1960 wieder in den Bigbands von Edelhagen, Herb Pomeroy, Maynard Ferguson und Woody Herman, unterbrochen von einem Studium an der Berklee School of Music in Boston (ab 1961).
Goykovich kehrte 1966 nach Deutschland zurück und gründete in Köln sein International Quintet. 1967 war er der Leiter der Jazzcombo in Gunther Schullers Third-Stream-Oper The Visitation, die an der Hamburger Oper und der Met von New York aufgeführt wurde. Seit 1968 war er in München beheimatet und als Solist u. a. in der Kenny Clarke/Francy Boland Big Band, bei Heinz von Hermann, Peter Herbolzheimer, The George Gruntz Concert Jazz Band, Joe Haider und Nicolas Simion und als Leiter eigener Gruppen (u. a. Soul Connection) tätig.
2004 nahm er mit einer internationalen All Star Big Band in Belgrad seine CD A Handful of Soul auf. Sein  Album Samba Tzigane erschien 2006. Anlässlich seines 75. Geburtstags fand in Belgrad ein Konzert statt. Weiterhin gründete er seine Munich Big Band als Talentschmiede und Treffpunkt einheimischer Musiker, betreute von 1987 an sieben Jahre lang das Landesjugendjazzorchester Bayern und unterrichtete an Jazzschulen in München und Bern.

## Preise und Auszeichnungen
Goykovich erhielt 1967 den ersten Preis beim Montreux Jazz Festival 1967. 1998 wurde er mit dem Schwabinger Kunstpreis geehrt. Nachdem 2013 seine Live-CD The Brandenburg Concert mit den Brandenburger Symphonikern erschienen war, erhielt er im Mai 2014 den Echo Jazz als Würdigung seines Lebenswerkes. 2015 würdigte ihn die bayerische Landeshauptstadt mit dem Münchner Musikpreis für seine „herausragende Gesamtleistung.“

## Diskographische Hinweise
- Dusko Goykovich International Jazz Octet with Kenny Clarke (1961, mit Francy Boland, Heinz Kretzschmar, Bubi Aderhold, Derek Humble, Karl Drewo, Jean Warland)
- Belgrade Blues (RTB (Produkcija gramofonskih plocha Radio-televizije Beograd) 1966, mit Sal Nistico und Carl Fontana)
- Swinging Macedonia (Enja 1966, mit Nathan Davis, Eddie Busnello, Mal Waldron, Peter Trunk, Cees See)
- As Simple As It Is – Live at the Domicile Munich (MPS 1970, mit Ferdinand Povel, Larry Vuckovich, Isla Eckinger, Clarence Becton)
- Emergency: Emergency (1971, u. a. mit Hanuš Berka)
- After Hours (Enja 1971, mit Tete Montoliu, Rob Langereis, Joe Nay)
- Dusko Goykovich & Roland Kovac Wunderhorn (Selected Sound, 1977)
- Duško Goykovich & Branislav Kovačev Trumpets & Rhythm Unit (1979, mit Pero Ugrin, Stjepko Gut, Ladislav Fidri, Bora Roković, Kresimir Rameta)
- Celebration (DIW, 1987) mit Kenny Drew, Jimmy Woode, Al Levitt
- Balkan Blue (mit Wolfgang Schlüter, Bora Roković, František Uhlíř, Bruno Castellucci und NDR-Philharmonie bzw. Gianni Basso, Peter Michelich, Martin Gjakonovski, Kruno Levacicu) 1992/1994
- Dusko Goykovich Soul Connection (mit Jimmy Heath, Tommy Flanagan, Eddie Gomez, Mickey Roker, 1993)
- Dusko Goykovich & Gianni Basso Quartet Live at Birdland (1995, mit Peter Michelich, Alvin Queen, Luigi Trussardi)
- Munich Serenade (1997, mit Peter Mihelich, Yasuhiko Satō und Masahiko Osaka)
- In My Dreams (2000, mit Bob Degen, Isla Eckinger, Jarrod Cagwin)
- Samba Tzigane (2006, mit Ferenc Snétberger, Márcio Tubino, Céline Rudolph, Martin Gjakonovski, Jarrod Cagwin)
- Summit Octet (2008)
- Tight But Loose (Organic Music 2011, mit Scott Hamilton)
- The Brandenburg Concert (Enja 2013, mit Peter King, Martin Gjakonovski, Renato Chicco, Vladimir Kostadinovic und den Streichern der Brandenburger Symphoniker)
- Latin Haze (Enja 2015, mit der RTS Big Band)
- RE:BOP (Enja 2018, mit Jesse Davis, Dado Moroni, Mads Vinding und Alvin Queen)

## Lexikalische Einträge
- Wolf Kampmann (Hrsg.), unter Mitarbeit von Ekkehard Jost: Reclams Jazzlexikon. Reclam, Stuttgart 2003, ISBN 3-15-010528-5.
- Martin Kunzler: Jazz-Lexikon. Band 1: A–L (= rororo-Sachbuch. Bd. 16512). 2. Auflage. Rowohlt, Reinbek bei Hamburg 2004, ISBN 3-499-16512-0.